# (8961) Schoenobaenus
(8961) Schoenobaenus ist ein Asteroid des äußeren Hauptgürtels, der am 24. September 1960 von dem niederländischen Astronomenehepaar Cornelis Johannes van Houten und Ingrid van Houten-Groeneveld entdeckt wurde. Die Entdeckung geschah im Rahmen des Palomar-Leiden-Surveys, bei dem von Tom Gehrels mit dem 120-cm-Oschin-Schmidt-Teleskop des Palomar-Observatoriums aufgenommene Feldplatten an der Universität Leiden durchmustert wurden.
Der mittlere Durchmesser von (8961) Schoenobaenus wurde mit 9,480 km (±0,239) berechnet.
Der Asteroid gehört zur Themis-Familie, einer Gruppe von Asteroiden, die nach (24) Themis benannt wurde. Nach der SMASS-Klassifikation (Small Main-Belt Asteroid Spectroscopic Survey) wurde bei einer spektroskopischen Untersuchung von Gianluca Masi, Sergio Foglia und Richard P. Binzel bei (8961) Schoenobaenus von einer dunklen Oberfläche ausgegangen, es könnte sich also, grob gesehen, um einen C-Asteroiden handeln. Die Albedo des Asteroiden weist mit 0,071 (±0,011) tatsächlich auf eine eher dunkle Oberfläche hin.
(8961) Schoenobaenus ist nach dem Schilfrohrsänger benannt, dessen wissenschaftlicher Name Acrocephalus schoenobaenus lautet. Zum Zeitpunkt der Benennung des Asteroiden am 2. Februar 1999 befand sich der Schilfrohrsänger auf der niederländischen Roten Liste gefährdeter Arten.